# ユライ・ヴァルチュハ
ユライ・ヴァルチュハ（スロベニア語: Juraj Valčuha、1976年 - ）は、スロバキア出身の指揮者。

## 経歴
ブラチスラヴァ生まれ。父親は民俗音楽の演奏家であり、幼い頃から親しんでいたツィンバロムや作曲、指揮を地元の音楽院で学んだ後、1995年から2年間サンクトペテルブルク音楽院に留学し、イリヤ・ムーシンに教えを受けた。その後1998年から2002年までパリ音楽院で学び、フュルスト・ヤーノシュに師事した他、ヨルマ・パヌラのマスタークラスへの参加やフランス・ユース管弦楽団でのエマニュエル・クリヴィヌのアシスタントなどで研鑽を積んだ。
2003年にフランス国立管弦楽団にデビューした後、しばらくはフランス国内のオーケストラや歌劇場で活動していたが、2005年ごろよりドイツやイタリア、2007年のシーズンからは北欧やイギリス、アメリカなどにも活動範囲が広がり、2009年から2016年までRAI国立交響楽団の首席指揮者を務めた。2011年10月8日、ベルナルト・ハイティンクの急病に伴う代役として、ベルリン・フィルハーモニー管弦楽団の定期演奏会に出演した。2022年よりヒューストン交響楽団音楽監督、2024年4月より読売日本交響楽団の首席客演指揮者に就任。
これまでにフィルハーモニア管弦楽団、ミュンヘン・フィルハーモニー管弦楽団、ピッツバーグ交響楽団、ゲヴァントハウス管弦楽団、ロサンゼルス・フィルハーモニック、シュターツカペレ・ドレスデンなどのオーケストラに客演した他、リヨン国立オペラ、バイエルン国立歌劇場、ベルリン・ドイツ・オペラ、フェニーチェ劇場などで『青ひげ公の城』、『ラ・ボエーム』、『蝶々夫人』、『フィガロの結婚』などを指揮している。
キャリアの初期にフランス国立管弦楽団とドメニコ・アラレオーナの『ミッラ』を録音している他、ザールブリュッケン・カイザースラウテルン・ドイツ放送フィルハーモニー管弦楽団でのコンサートの模様が映像化されている。